# Ctenucha palmeira
Ctenucha palmeira är en fjärilsart som beskrevs av William Schaus 1892. Ctenucha palmeira ingår i släktet Ctenucha och familjen björnspinnare. Inga underarter finns listade i Catalogue of Life.